# جزر سرتي
جزر سرتي أو بسباس أو صفير (الاسم العلمي:Daucus syrticus) هو نوع من النباتات يتبع جنس الجزر من الفصيلة الخيمية.	سمي هذا النوع من النبات نسبةً إلى مدينة سرت في ليبيا.	